# Dominique Ghesquière
Pour les articles homonymes, voir Ghesquière.
Dominique Ghesquière, née en 1953 à Pensacola est une sculptrice et artiste contemporaine française. Elle vit et travaille en France.

## Biographie
Dominique Ghesquière est née en Floride, à Pensacola. De 1996 à 2001, elle effectue ses études à l’École des Beaux-Arts de Lyon. En 2002 et 2003, elle est en résidence à l'Académie nationale des beaux-arts d'Amsterdam.
Ses sculptures et ses installations sont issues du réel et du quotidien : canapé, rideau, parapluie, oreiller, escalier, etc. Par une discordance, une aberration, Dominique Ghesquière crée une dissonance pour susciter la réflexion.
Elle s'intéresse à la question de notre environnement, à l’idée de nature et de paysage auquel l'être humain appartient. Pour évoquer le paysage, elle utilise des matériaux qu'elle a prélevés :  arbres, écailles de pommes de pin, galets…

## Expositions
- Hôtel Bouchu Esterno, FRAC Bourgogne, Dijon, 2006
- Vague scélérate, Galerie la BF15, Lyon, 2009
- Entre chien et loup, Aspex Gallery, Art Space, Portsmouth, 2011
- Bois dormant, Tour de Bismarck, Mülheim an der Rurh, 2012
- Terre de profondeur, Centre International d’Art et du paysage, Île de Vassivière,  2013[3]
- Grande tapisserie, Valentin, Paris, 2014
- Mémoire d’eau, la Vitrine, FRAC île-de-France, Paris, 2016

- Les trois lointains, Parc culturel de Rentilly, Rentilly, 2016
- Dominique Ghesquière, Galerie des Ponchettes, Nice, 2017
- Dominique Ghesquière, MAMAC, Nice, 2018[4]
- L’avant-monde, La Grande Place, musée du cristal Saint-Louis, 2019[5]
- Chaleur humaine – Triennale Art & Industrie, FRAC Grand Large – Hauts-de-France, Dunkerque, 2023[6].

## Monographie
- Eva González-Sancho et Marie de Brugerolle, Dominique Ghesquière, Paris, Presses du Réel, mai 2011, 104 p. (ISBN 978-2-913994-33-1)